# 明石家さんまのフジテレビ大反省会
『明石家さんまのフジテレビ大反省会』（あかしやさんまのフジテレビだいはんせいかい）は、フジテレビ系列で2002年から2006年まで年1回生放送されていたバラエティ番組。全4回放送。明石家さんまの冠番組。

## 概要
視聴者からの寄せられたフジテレビの各番組へのはがきや放送中のFAXでの意見をもとに、司会の明石家さんまをはじめ、テレビ番組を制作している各番組スタッフのフジテレビの社員が一堂に会して、その意見や苦情について、ゲスト出演するタレントも交えて、番組作りの改善点などを話し合うコンセプトのバラエティ番組である。ちなみに、第1回と第3回は深夜枠で放送され、第2回はゴールデンタイム枠で放送された。深夜とは言えど、第1回放送では地上波のバラエティ番組では極めて珍しい、15分の放送時間延長を行った。
明石家さんまが定期的にフジテレビの女子アナウンサーと行っている食事会で、2002年に放送された『FNS27時間テレビ みんなのうた』の内容にダメ出しをした。その話をともに当時フジテレビのアナウンサーだった内田恭子と千野志麻が上司に報告したところ、「フジテレビの正義のために立ち上がろうじゃないか」という声に後押しされ、反省会という番組企画が立ち上がった。このような経緯により、番組の進行役は4回とも千野と内田が務めた。
なお、1991年から1992年末まで大晦日に、明石家さんまは逸見政孝と同様の反省生放送番組を行っていた。
2004年3月放送以降の放送がしばらく無かったが、2006年3月30日に2年ぶりに第4回が放送された。第4回放送の際、さんまは「この2年ほど、出来る状態じゃなかったんです」とコメント（この2年の間にライブドア騒動が発生している）。また、「最近深夜番組が少ない」という質問に対し、港浩一が「お金が無いんです」と発言した。
2008年12月と2009年12月には、本番組の内容を一部継承した『さんまの笑顔映像グランプリ』が放送された。
2013年8月3日・4日放送の『FNS27時間テレビ 女子力全開2013 乙女の笑顔が明日をつくる!!』のコーナー「今こそ!フジテレビ大反省会」として約7年半ぶりに復活した。この回ではスタッフに対する苦情ではなく、番組出演者やコーナー出演タレントがコメントし、はがきではなく各番組ホームページやSNSといったインターネットでの意見を取り扱った。また、このコーナーを叩き台として、2年後よりレギュラー番組『さんまのお笑い向上委員会』がスタートしている。

## 過去の放送分
明石家さんまの年末フジテレビ大反省会
2002年12月27日（金曜日）1:10 - 3:55（木曜深夜）
フジテレビ、北海道文化放送、東海テレビ、テレビ西日本など20局で放送。当初の予定では3:40終了だったが放送時間を15分延長した。そのため終了直後に短縮のクロージングが使われた。
明石家さんまのフジテレビ春の大反省会
2003年4月2日（水曜日）21:00 - 23:24
全国ネット・ゴールデンタイム・プライムタイムで放送。
明石家さんまのフジテレビ春の大反省会04
2004年3月24日（水曜日）0:50 - 2:50（火曜深夜）
フジテレビ、北海道文化放送、仙台放送、新潟総合テレビなど6局で放送。
明石家さんまのフジテレビ春の大反省会〜内田アナ千野アナ寿退社スペシャル〜
2006年3月30日（木曜日）0:35 - 2:35（水曜深夜）
仙台放送、岩手めんこいテレビ、新潟総合テレビ、石川テレビ、テレビ新広島、テレビ西日本の7局で放送。
FNS27時間テレビ 女子力全開2013 乙女の笑顔が明日をつくる!! 今こそフジテレビ大反省会!
2013年8月4日（日曜日）3:00頃 - 6:00頃（土曜深夜）
『FNS27時間テレビ』の深夜コーナーとして行われた。

## 出演者
司会
- 明石家さんま
- 内田恭子（当時フジテレビアナウンサー） - 第1回〜第4回
- 千野志麻（当時フジテレビアナウンサー） - 第1回〜第4回
- 生野陽子（フジテレビアナウンサー） - FNS27時間テレビ
- 加藤綾子（当時フジテレビアナウンサー） - FNS27時間テレビ

ゲスト
★はFNS27時間テレビ出演者。
- 笑福亭鶴瓶 ★（第1回電話出演、FNS27時間テレビ反省の象徴）
- 小堺一機★（ライオンのごきげんようMC）
- 今田耕司★（ジェネレーション天国MC）
- 雨上がり決死隊★（ワンナイR&R、人生の正解TVMC）
- DonDokoDon（ワンナイ）
- ガレッジセール（ワンナイ）
- ネプチューン★（笑う犬、ネプリーグMC）
- 爆笑問題★（笑っていいとも!レギュラー）
- キャイ〜ン★（もしもツアーズMC）
- ピーコ（笑っていいとも!レギュラー）
- 関根勤（笑っていいとも!レギュラー）
- くりぃむしちゅー★（ペケ×ポンレギュラー）
- タカアンドトシ★（笑っていいとも!、ペケ×ポンレギュラー）
- 柳原可奈子★（笑っていいとも!、ペケ×ポンレギュラー、FNS27時間テレビ総合司会）
- 山崎弘也★（笑っていいとも!レギュラー、おじゃマップMC）
- 小籔千豊★（爆笑 大日本アカン警察レギュラー）
- ビビる大木★（爆笑 大日本アカン警察レギュラー）
- ブラックマヨネーズ、磯野貴理子、島崎和歌子★（ホンマでっか!?TVレギュラー）
- おだいばZ会★（ナインティナイン、加藤浩次、よゐこ、オアシズ、ジャルジャル、たんぽぽ、重盛さと美、三中元克）（めちゃ2イケてるッ!レギュラー、オアシズはFNS27時間テレビ総合司会）
- ピカリ隊★（ピース、平成ノブシコブシ、モンスターエンジン、千鳥、ハライチ、渡辺直美、加賀美セイラ、西内まりや）（ピカルの定理レギュラー、渡辺直美はFNS27時間テレビ総合司会）
- 椿鬼奴、友近、森三中、ハリセンボン（FNS27時間テレビ総合司会）

## スタッフ
- 制作：港浩一
- 監修：三宅恵介
- 構成：松井洋介、福原フトシ、石原健次、渡辺鐘、榊暁彦、柏木克紀
- SW：高田治
- カメラ：小川利行
- VE：瀧本恵司、齋藤雄一
- 照明：安藤雄郎
- 音声：石井俊二、森田篤
- 音響効果：大久保吉久（3×7）
- 編集：瓜田利昭・鈴木敬二（D-Craft）
- MA：吉田肇、石川英男
- 美術制作：大坊雄二、行武直高
- デザイン：鈴木賢太
- 美術進行：吉田敬
- 装飾：佐々木伸夫、竹原丈二
- 大道具：広瀬勝之、瀬名波康之
- 持道具：成田千絵
- 衣裳：山田斉
- メイク：宮崎香
- 電飾：林将大
- アクリル装飾：斉藤祐介
- タイトル：佐々木千代乃、山形憲一
- 電子タイトル：白石浩一、太田明
- TK：竹野幸子
- ディレクター：藤井貴代美、小仲正重
- 総合演出：渡辺琢、伊藤征章、谷口大二
- プロデューサー：加茂裕治、吉田正樹
- 技術協力：ニユーテレス、FLT、IMAGICA
- 制作：フジテレビバラエティ制作センター
- 制作著作：フジテレビ